# Гідромен
«Гідромен» (англ. Hydro-Man) — третя серія мультсеріалу "Людина-павук" 1994 року.

## Сюжет
Злочинець Гідромен, який вміє контролювати воду, викрадає прикраси на 2 мільйони доларів і Людина-павук намагається йому завадити. Гідромен втікає з поля бою, а Людину-павука підозрюють у пограбуванні.
На наступний день Гідромен телефонує Мері Джейн Ватсон і призначає їй зустріч. Пітер вирішує дізнатись, хто зателефонував Мері Джейн і перевтілюється у Людину-павука. Гідромен виявляється колишнім залицяльником Мері Джейн, Моррі Бенчем. Він дає їй прикраси, які він викрав, але Мері Джейн повертає їх Бенчу і йде. Але Гідромен починає її переслідувати і показує їй свою суперсилу. Людина-павук намагається завадити Гідромену, а Мері Джейн втікає. Людині-павукові вдається перемогти Гідромена. Він проводить Мері Джейн додому, і вона розповідає йому про Бенча.
Пізніше Пітер створює антидот щоб зупинити Гідромена. На наступний день Гідромен викрадає Мері Джейн і вирушає з нею до свого складу і показує їй речі, які він викрав. Він розповідає Мері Джейн, що його надздібності — результат нещасного випадку на морському флоті. Тим Часом Людина-павук вирушає до складу і використовує свою нову павутину проти Гідромена. Але поки Людина-павук розмовляє з Мері Джейн, Гідромен визволяється з пастки і атакує Людину-павука. Тим часом Мері Джейн біжить до паперової фабрики. Гідромен прямує за нею, але потрапляє у пастку Мері Джейн. Папір робить його слабшим і Мері Джейн вдається втекти. Гідромен намагається атакувати Людину-павука, але падає з даху фабрики і засихає.

## У ролях
- Крістофер Деніел Барнс — Пітер Паркер/Людина-павук
- Сара Баллантайн — Мері Джейн Ватсон
- Роб Полсен — Моррі Бенч/Гідромен
- Марла Рубінофф — Ліз Аллен
- Девід Корбан — інші голоси